# Jean-Philippe Séchet
Jean-Philippe Séchet est un footballeur puis entraîneur français, né le 16 juillet 1965 à La Tronche. Il était milieu offensif.

## Biographie
Jean-Philippe Séchet joue principalement en faveur de Grenoble, de Metz et du PSG.
Il dispute quatre matchs en Ligue des champions sous les couleurs du Paris Saint-Germain lors de la saison 1994-1995.
C'est en 2001 qu'il raccroche les crampons et crée une société d'informatique puis une société de communication. Il revient cependant au football comme entraîneur de clubs amateurs en Lorraine.

## Carrière
- Football Club d'Échirolles
- 1983-1990 :  Grenoble Foot
- 1990-1991 :  FC Gueugnon
- 1991-1992 :  AS Nancy-Lorraine
- 1992-1994 :  FC Metz
- 1994-1995 :  Paris SG
- 1995-1996 :  AS Saint-Étienne
- 1996-1997 :  AS Nancy-Lorraine
- 1997-2000 :  Sarrebruck
- 2000-2001 :  Sporting Mertzig[1]

## Palmarès
- Vainqueur de la Coupe de France en 1995 avec le PSG
- Vainqueur de la Coupe de la Ligue en 1995 avec le PSG

## Clubs entraînés
- 2004-2005 FC Hagondange
- 2005-2006 : Audun-le-Tiche
- 2006-2007 : Toul
- 2008-2012 : SR Creutzwald 03
- 2012-mars 2015 : US Raon-l'Étape
- 2016-sep. 2016 : US Montélimar
- 2021- US Saint-Flour